# Tungstato

Estrutura do ortotungstato

Em química, um tungstato ou volframato é um composto que contém o oxianião de tungsténio ou que é um óxido misto contendo tungsténio. O mais simples ião de tungstato é WO42−, "ortotungstato". Existem muitos outros iões de tungstato que contêm mais do que um átomo de tungsténio e que pertencem a um grande grupo de iões poliatómicos chamados polioxometalatos ("POMs"), e especificamente designados isopolioxometalatos por conterem, além de oxigénio e talvez hidrogénio, apenas um outro elemento. Comparando o tungsténio com os outros elementos do grupo 6, os grandes iões tungstato geralmente contêm átomos de metal com número de coordenação 6 como no caso do molibdénio (molibdatos) e em contraste com o crómio (cromatos) em que a coordenação 4 predomina.
Alguns exemplos de iões tungstato que foram detectados em solução no estado sólido incluem:
- HWO4− [2]
- iões W2O72− poliméricos com várias estruturas em Na2W2O7, Li2W2O7 e Ag2W2O7[3]

- [W7O24]6− (paratungstato A)[2]
- [W10O32]4− (tungstato Y)[4]
- [H2W12O42]10− (paratungstato B) [2]
- α-[H2W12O40]6−  (metatungstato)[4])
- β-[H2W12O40]6−  (tungstato X)[4])

Ver categoria dos tungstatos para uma lista de tungstatos.

## Ocorrência
Os tungstatos ocorrem naturalmente com os molibdatos. A powellite é uma forma mineral de molibdato de cálcio que contém uma quantidade de tungstato, e a scheelite é uma forma mineral de tungstato de cálcio que contém uma pequena quantidade de molibdato. A volframite é um tungstato de manganês e ferro, e todos eles são fontes valiosas de tungsténio.

## Propriedades químicas e físicas
As soluções dos tungstatos, como as dos molibdatos, produzem soluções intensamente azuis de complexo tungstato (V,VI) análogas aos azuis de molibdénio quando reduzidos pela maioria dos materiais orgânicos.
Os tungstatos podem também ser usados como agentes oxidantes na oxidação do cicloexeno. O tungstato pode ser constantemente regenerado pela presença do peróxido de hidrogénio.
Ao contrário do cromato, o tungstato não é um bom oxidante, mas tal como o cromato, polimeriza em ácidos e despolimeriza em soluções alcalinas.